# Campeonato Sub-17 de la OFC 2011
El campeonato sub-17 de la OFC tendrá como sede en Auckland en Nueva Zelanda, ésta competencia será la XIV edición.
La competencia empezarán por dos grupos de 5 equipos cada uno, se jugarán solamente un partido todos contra todos. Los mejores ubicados de cada grupo jugarán la final, quien gane la final representará a la confederación de OFC para la Copa Mundial de Fútbol Sub-17 de 2011 a desarrollarse en México.

## Equipos participantes
- Islas Cook
- Fiyi
- Nueva Zelanda
- Nueva Caledonia
- Papúa Nueva Guinea
- Islas Salomón
- Tahití
- Vanuatu
- Samoa Americana
- Tonga

### Primera fase

#### Grupo A
| Equipo             | Pts | PJ | PG | PE | PP | GF | GC | Dif |
| ------------------ | --- | -- | -- | -- | -- | -- | -- | --- |
| Nueva Zelanda      | 12  | 4  | 4  | 0  | 0  | 13 | 1  | +12 |
| Vanuatu            | 9   | 4  | 3  | 0  | 1  | 13 | 5  | +8  |
| Papúa Nueva Guinea | 6   | 4  | 2  | 0  | 2  | 4  | 7  | -3  |
| Fiyi               | 3   | 4  | 1  | 0  | 3  | 10 | 6  | +4  |
| Samoa Americana    | 0   | 4  | 0  | 0  | 4  | 1  | 22 | -21 |

| 8 de enero de 2011 | Vanuatu | 2-0 | Papúa Nueva Guinea | Estadio North Harbour, Auckland |  |

| 8 de enero de 2011 | Samoa Americana | 0-9 | Fiyi | Estadio North Harbour, Auckland |  |

| 10 de enero de 2011 | Papúa Nueva Guinea | 2-1 | Fiyi | Estadio North Harbour, Auckland |  |

| 10 de enero de 2011 | Vanuatu | 1-5 | Nueva Zelanda | Estadio North Harbour, Auckland |  |

| 12 de enero de 2011 | Fiyi | 0-1 | Nueva Zelanda | Estadio North Harbour, Auckland |  |

| 12 de enero de 2011 | Papúa Nueva Guinea | 2-1 | Samoa Americana | Estadio North Harbour, Auckland |  |

| 14 de enero de 2011 | Nueva Zelanda | 4-0 | Samoa Americana | Estadio North Harbour, Auckland |  |

| 14 de enero de 2011 | Fiyi | 0-3 | Vanuatu | Estadio North Harbour, Auckland |  |

| 16 de enero de 2011 | Samoa Americana | 0-7 | Vanuatu | Estadio North Harbour, Auckland |  |

| 16 de enero de 2011 | Nueva Zelanda | 3-0 | Papúa Nueva Guinea | Estadio North Harbour, Auckland |  |

#### Grupo B
| Equipo          | Pts | PJ | PG | PE | PP | GF | GC | Dif |
| --------------- | --- | -- | -- | -- | -- | -- | -- | --- |
| Tahití          | 12  | 4  | 4  | 0  | 0  | 14 | 2  | +12 |
| Islas Salomón   | 9   | 4  | 3  | 0  | 1  | 22 | 4  | +18 |
| Nueva Caledonia | 6   | 4  | 2  | 0  | 2  | 27 | 6  | +21 |
| Islas Cook      | 3   | 4  | 1  | 0  | 3  | 8  | 15 | -7  |
| Tonga           | 0   | 4  | 0  | 0  | 4  | 2  | 46 | -44 |

| 9 de enero de 2011 | Nueva Caledonia | 1-2 | Islas Salomón | Estadio North Harbour, Auckland |  |

| 9 de enero de 2011 | Tonga | 0-8 | Tahití | Estadio North Harbour, Auckland |  |

| 11 de enero de 2011 | Islas Salomón | 1-2 | Tahití | Estadio North Harbour, Auckland |  |

| 11 de enero de 2011 | Nueva Caledonia | 8-1 | Islas Cook | Estadio North Harbour, Auckland |  |

| 13 de enero de 2011 | Tahití | 1-0 | Islas Cook | Estadio North Harbour, Auckland |  |

| 13 de enero de 2011 | Islas Salomón | 15-0 | Tonga | Estadio North Harbour, Auckland |  |

| 15 de enero de 2011 | Islas Cook | 6-2 | Tonga | Estadio North Harbour, Auckland |  |

| 15 de enero de 2011 | Tahití | 3-1 | Nueva Caledonia | Estadio North Harbour, Auckland |  |

| 17 de enero de 2011 | Tonga | 0-17 | Nueva Caledonia | Estadio North Harbour, Auckland |  |

| 17 de enero de 2011 | Islas Cook | 0-4 | Islas Salomón | Estadio North Harbour, Auckland |  |

### Segunda Fase

#### Partido 3° Lugar
| 19 de enero de 2011 | Vanuatu | 0-2 | Islas Salomón | Estadio North Harbour, Auckland |  |

#### Final
| 19 de enero de 2011 | Nueva Zelanda | 2-0 | Tahití | Estadio North Harbour, Auckland |  |

## ClasificadoCopa Mundial de Fútbol Sub-17 de 2011
| Nueva Zelanda |
| ------------- |